# Manduca barnesi
Manduca barnesi är en fjärilsart som beskrevs av Clark 1919. Manduca barnesi ingår i släktet Manduca och familjen svärmare. Inga underarter finns listade i Catalogue of Life.

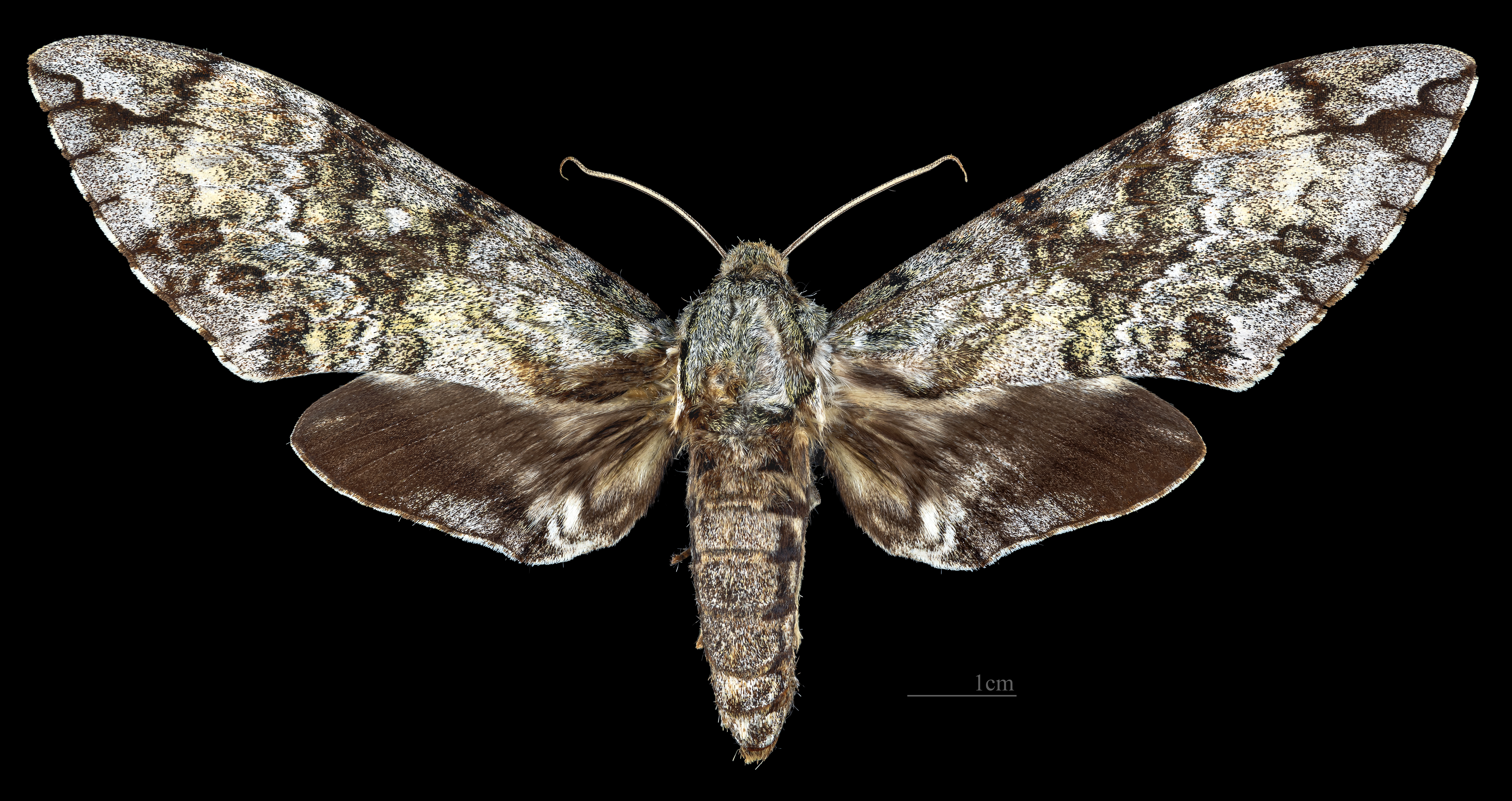
Manduca barnesi ♀
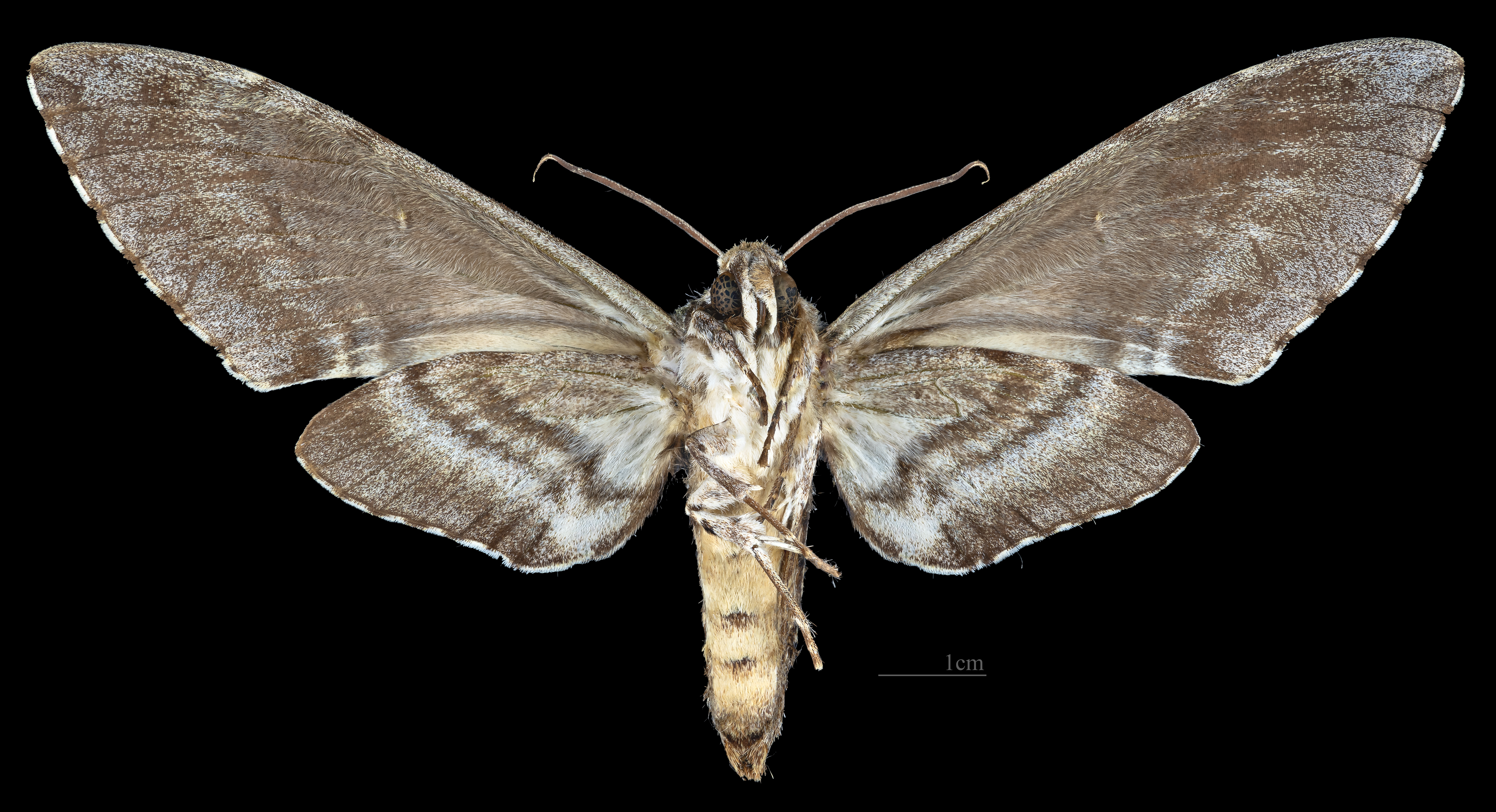
Manduca barnesi  ♀ △